# Station Palędzie
Station Palędzie is een spoorwegstation in de Poolse plaats Palędzie.